# Mark Flowerdew
Mark Flowerdew (* 4. Juni 1971) ist ein ehemaliger englischer Snookerspieler aus Basingstoke, der zwischen 1991 und 1997 Profispieler war.

## Karriere
Flowerdew versuchte zuerst 1989, sich über ein Event der WPBSA Pro Ticket Series für die Profitour zu qualifizieren, was aber nicht gelang. Erst als 1991 sportliche Qualifikationsbeschränkungen entfielen, wurde der Engländer Profispieler. Nach einer Debütsaison mit vielen frühen Qualifikationsniederlagen konnte er in der folgenden Spielzeit immerhin die Runde der letzten 32 eines Events der Strachan Challenge erreichen. Auch generell verbesserten sich seine Ergebnisse, wenngleich er weiterhin fast immer in der Turnierqualifikation ausschied. Erst in der nächsten Saison gelangen Flowerdew erste Teilnahmen an den Hauptrunden wichtiger Turniere, unter anderem an der des Grand Prix, wo er direkt das Achtelfinale erreichte. Ebenjenes erreichte er auch bei einem weiteren Event der Strachan Challenge. Bis zu diesem Zeitpunkt hatte er sich auf Platz 84 der Weltrangliste hochgearbeitet.
Danach folgte mit der Saison 1994/95 die beste Spielzeit in Flowerdews Karriere. Nebst regelmäßigen Hauptrundenteilnahmen konnte er zweimal ein Viertelfinale erreichen, zum einen bei einem Event der WPBSA Minor Tour, zum anderen bei den deutlich wichtigeren Welsh Open. Dadurch verbesserte er sich auf Platz 54 der Weltrangliste. Nachdem er in der folgenden Saison meist die frühe Hauptrunde erreichen konnte, verbesserte er sich noch auf Platz 50, die beste Platzierung seiner Karriere. Erst mit der folgenden Saison verschlechterten sich Flowerdews Ergebnisse leicht. Obwohl er nach wie vor regelmäßig in den Hauptrunden der wichtigen Turniere spielte, häuften sich die Niederlagen in der Qualifikation. Zum Saisonende auf Platz 63 geführt, beendete Flowerdew seine Karriere. Danach arbeitete er als Buchhalter.